# Kento Kato
Kento Kato (加藤 健人 Kato Kento?, nacido el 24 de septiembre de 1995 en Okayama) es un futbolista japonés que se desempeña como centrocampista en el Veertien Mie de la Japan Football League.

## Trayectoria

### Clubes
| Club                      | País  | Año         |
| ------------------------- | ----- | ----------- |
| Fagiano Okayama           | Japón | 2014 - 2018 |
| Ococias Kyoto AC (cedido) | Japón | 2018        |
| Thespakusatsu Gunma       | Japón | 2019 -      |
| Veertien Mie (cedido)     | Japón | 2019 -      |

## Estadística de carrera

### J. League
| Club            | Año   | J. League | J. League | Copa J. League | Copa J. League | Total | Total |
| Club            | Año   | Part.     | Goles     | Part.          | Goles          | Part. | Goles |
| --------------- | ----- | --------- | --------- | -------------- | -------------- | ----- | ----- |
| Fagiano Okayama | 2014  | 0         | 0         | -              | -              | 0     | 0     |
| Fagiano Okayama | 2015  | 0         | 0         | -              | -              | 0     | 0     |
| Fagiano Okayama | 2016  | 1         | 0         | -              | -              | 1     | 0     |
| Fagiano Okayama | 2017  | 0         | 0         | -              | -              | 0     | 0     |
| Total           | Total | 1         | 0         | 0              | 0              | 1     | 0     |